# Dorfkirche Maxdorf (Salzwedel)

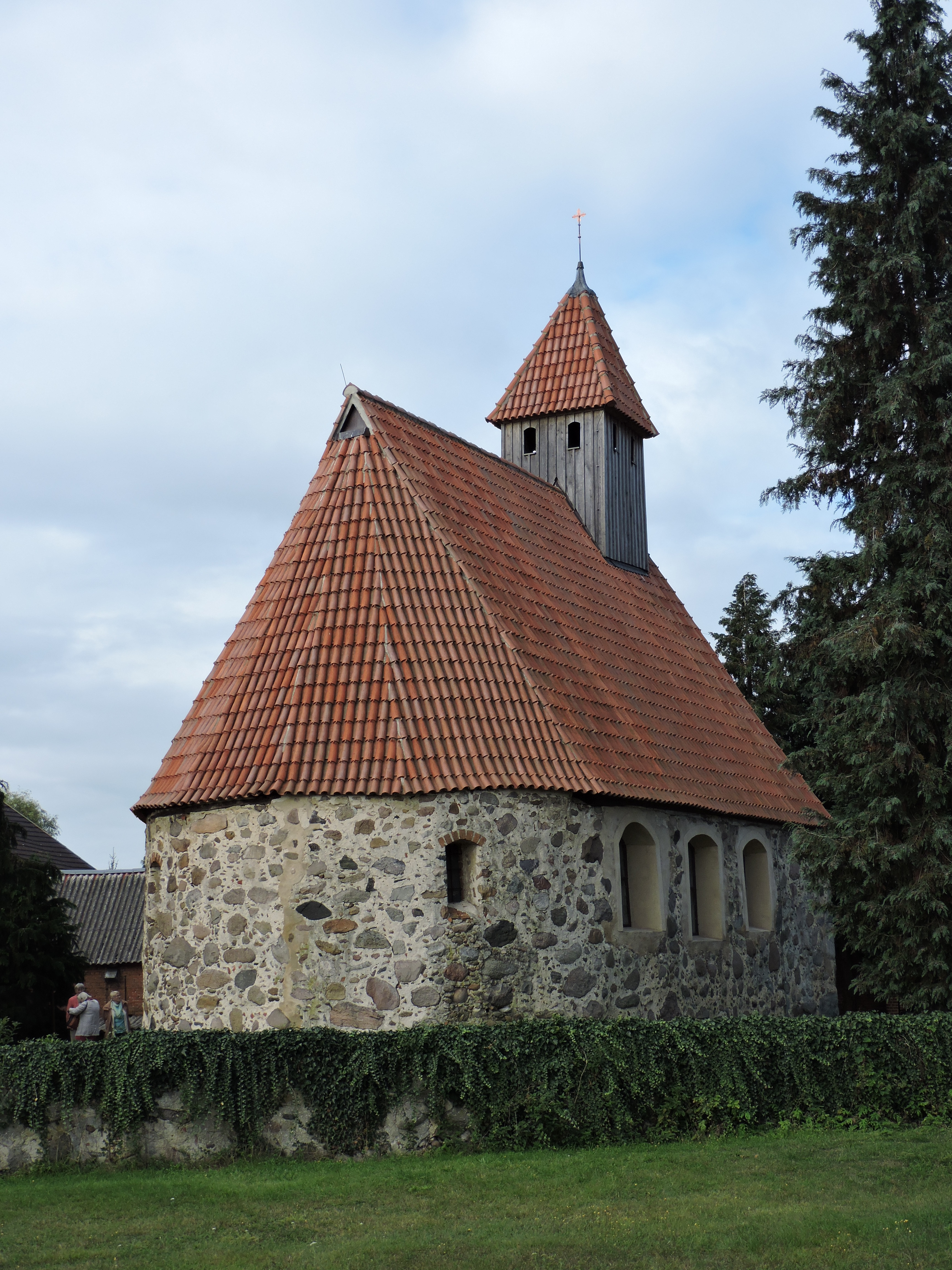
Dorfkirche Maxdorf

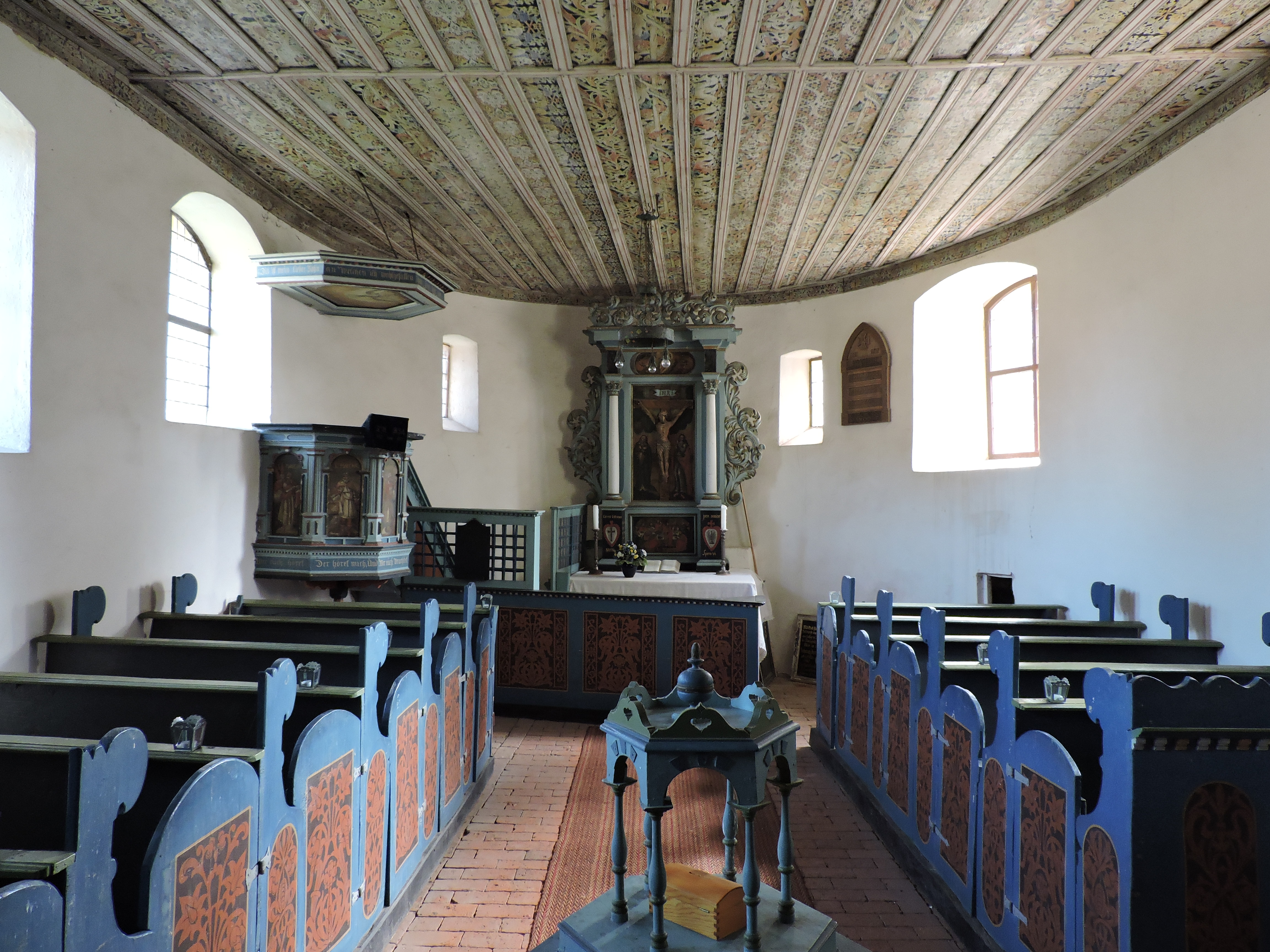
Blick zum Altarraum

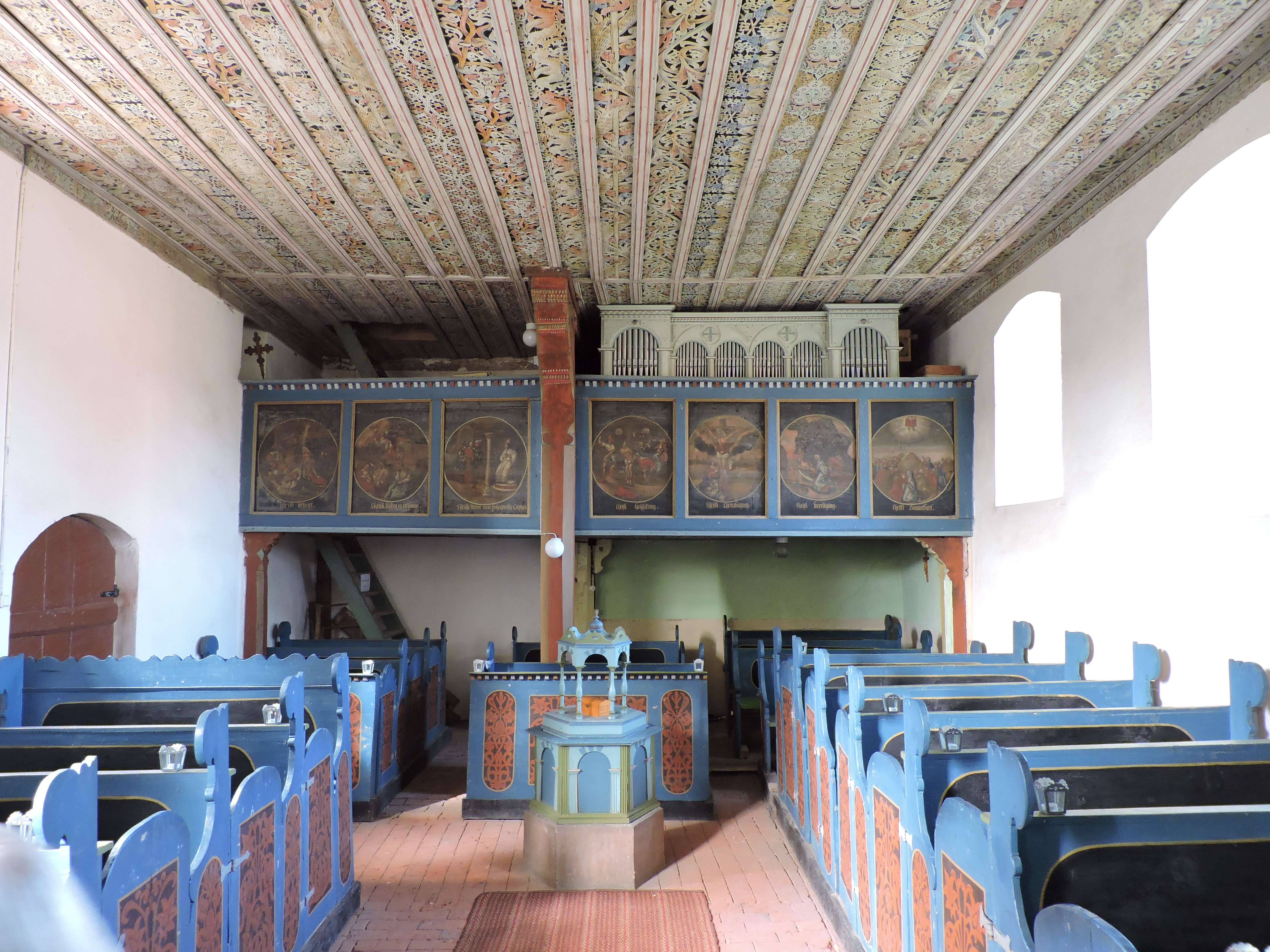
Taufe und Orgelempore

Die Dorfkirche Maxdorf ist ein evangelisches Kirchengebäude in Maxdorf im Altmarkkreis Salzwedel in Sachsen-Anhalt. Das romanische Bauwerk auf dem ehemaligen Kirchhof wurde 1283 erstmals erwähnt im Übergabeprotokoll des Dorfes an die Benediktinerinnen des Klosters Dambeck durch die Herren Paridam und Bodewin von dem Knesebeck.
Der Bau des Dachstuhls ist 1495 vermerkt. Im Jahr 1551 erwähnt der Diesdorfer Visitationsbericht eine Filiale in Maxdorf. Ein Kapellchen wird 1559 erwähnt.
Aus dem Jahr 1601 stammt eine Messingtaufschüssel mit einer spätgotischen Verkündigungsdarstellung.
Nach Zerstörungen im Dreißigjährigen Krieg wurde die Kirche im Jahre 1671 grundlegend renoviert und wahrscheinlich auch der Dachreiter aufgesetzt. Im Jahr 1721 erfolgte die Innenausmalung, 1788 wurden die Fenster vergrößert, die im Norden noch original erhalten sind.
Zwei Glocken, davon eine von 1508, wurden im Ersten Weltkrieg eingeschmolzen.
Im Jahr 1913 erhielt die Kirche eine elektrische Beleuchtung; eine Orgel der Firma Hülle-Neuhaldensleben wurde eingebaut.
Im Jahr 1933 wurde eine kleinere und 1938 eine größere gusseiserne Glocke angeschafft.
Die Sanierung der Außenhülle erfolgte 2007 verbunden mit der Dacheindeckung in Mönch und Nonne, Dachstuhl überarbeitet. Ebenso wurde der Fachwerkvorbau mit Lehmwänden erneuert.

## Innen
Die flachen Bretterholzdecken, deren Fugen mit 5 cm breiten Leisten verdeckt sind, wurden 1721 mit Leimfarbe im Stil des Bauernbarock außerordentlich wirkungsvoll bemalt. „Neun verschiedene 25 cm breite Bandmuster wechseln in den einzelnen Bretterreihen ab, unterbrochen durch die hellgrau gestrichenen und nur durch rote und weiße Linien eingefassten Papageien abwechselnde weiße Palmetten mit hellgrün schattiertem Blattwerk und umbrafarbigen Linien, in Weiß, Umbra und rötlich schattierten Ornamenten endigende rötliche Greife, die mit blauen verschlungenen Bändern am Hals gefesselt sind und ineinander verschlungenen Drachen in grün, rot, weiß, Umbra mit teils blauen Blattspitzen. Außerdem befindet sich dort auch das Muster mit blauen geharnischten Rittern auf weißen Pferden zwischen grünem Blattwerk. Die umbrafarbenen Lanzen kreuzen sich unter einer umbrafarbenen Krone und unter den Pferden sind entgegenlaufende Hunde dargestellt.“ Die Malereien beeindrucken bis heute durch ihren auffallend frischen Farbton.
Die holzgeschnitzte Inneneinrichtung ist hellblau gefasst, die Fronten und Wangen des Bankgestühls sind mit rötlichen Rankenwerkfeldern gemustert.
Die sechseckige Taufe auf steinernem Sockel wird von einem Deckel mit sechs Säulchen und kleinem Dach bekrönt.
Sieben Emporentafeln zeigen in kreisförmigen Feldern Christi Geburt, Christi Leiden im Ölgarten, Christi Verhör beim Hohepriester Caiphas, Christi Geisselung, Christi Creutzigung, Christi beerdigung sowie Christi Himmelfart.
Auf der holzgeschnitzten fünfseitigen Kanzel auf Achteckgrundriss sind die vier Evangelistengemälde zu sehen. Darunter läuft die Inschrift: „Wer euch höret, der hört mich. Wer euch verachtet, der verachtet mich.“ (Lukas 10,16). Um den Schalldeckel mit Bildnis einer Taube läuft die Inschrift: „Dies ist mein lieber Sohn, an dem ich Wohlgefallen habe.“ (Matt 3,16).
Das Altarbild inmitten zweier korinthischer Säulen und Knorpelwerk zeigt das spätgotische Kruzifix mit erhobenem Kopf und V-förmig zum Kreuzbalken emporgestreckten Armen, neben dem links Maria und rechts der Jünger Johannes stehen. Die Predella mit Abendmahl ist gerahmt von zwei Herzen mit der Inschrift links: „Cor est Calvaria. Nostrum. Unsere Schädelstätte ist das Herz. Die Schädelstätte ist nicht weit. mein Herz ist jetzo bereit.“ Rechts der Zusatz: „In te domini speravi. auf dich, Herr, hoffe ich. Des glaubes licht verlesche nicht.“ Das Auferstehungsbild darüber wird von Knorpelwerk bekrönt.